# Дауд, Джим
Джим Да́уд (англ. Jim Dowd; 25 декабря 1968, Брик, Нью-Джерси, США) — профессиональный американский хоккеист. Амплуа — центральный нападающий.

## Биография
На драфте НХЛ 1987 года был выбран в 8 раунде под общим 149 номером командой «Нью-Джерси Девилз».
19 декабря 1995 года обменян в «Ванкувер Кэнакс».
30 сентября 1996 года приобретён с драфта отказов командой «Нью-Йорк Айлендерс».
1 августа 1997 года как свободный агент подписал контракт с «Калгари Флэймз».
26 июня 1998 года обменян в «Нэшвилл Предаторз».
1 октября 1998 года обменян в «Эдмонтон Ойлерз».
23 июня 2000 года приобретён на драфте расширения командой «Миннесота Уайлд».
4 марта 2004 года обменян в «Монреаль Канадиенс».
5 августа 2005 года как неограниченно свободный агент подписал контракт с «Чикаго Блэкхокс».
9 марта 2006 года обменян в «Колорадо Эвеланш».
2 ноября 2006 года как неограниченно свободный агент подписал контракт с «Нью-Джерси Девилз».
В 2008 завершил карьеру, выступая за "Филадельфию Флайерз".

## Награды
- Обладатель Кубка Стэнли, 1995 («Нью-Джерси Девилз»)

## Статистика
```
                                            
                                            --- Regular Season ---  ---- Playoffs ----
Season   Team                        Lge    GP    G    A  Pts  PIM  GP   G   A Pts PIM
--------------------------------------------------------------------------------------
1983-84  Brick Hockey Club           USHS   20   19   30   49   --  --  --  --  --  --
1984-85  Brick Hockey Club           USHS   24   58   55  113   --  --  --  --  --  --
1985-86  Brick Hockey Club           USHS   24   47   51   98   --  --  --  --  --  --
1986-87  Brick Hockey Club           USHS   24   22   33   55   --  --  --  --  --  --
1987-88  Lake Superior State Unive   NCAA   45   18   27   45   16  --  --  --  --  --
1988-89  Lake Superior State Unive   NCAA   46   24   35   59   40  --  --  --  --  --
1989-90  Lake Superior State Unive   NCAA   46   25   67   92   30  --  --  --  --  --
1990-91  Lake Superior State Unive   NCAA   44   24   54   78   53  --  --  --  --  --
1991-92  Utica Devils                AHL    78   17   42   59   47   4   2   2   4   4
1991-92  New Jersey Devils           NHL     1    0    0    0    0  --  --  --  --  --
1992-93  Utica Devils                AHL    78   27   45   72   62   5   1   7   8  10
1992-93  New Jersey Devils           NHL     1    0    0    0    0  --  --  --  --  --
1993-94  Albany River Rats           AHL    58   26   37   63   76  --  --  --  --  --
1993-94  New Jersey Devils           NHL    15    5   10   15    0  19   2   6   8   8
1994-95  New Jersey Devils           NHL    10    1    4    5    0  11   2   1   3   8
1995-96  New Jersey Devils           NHL    28    4    9   13   17  --  --  --  --  --
1995-96  Vancouver Canucks           NHL    38    1    6    7    6   1   0   0   0   0
1996-97  Utah Grizzlies              IHL    48   10   21   31   27  --  --  --  --  --
1996-97  Saint John Flames           AHL    24    5   11   16   18   5   1   2   3   0
1996-97  New York Islanders          NHL     3    0    0    0    0  --  --  --  --  --
1997-98  Saint John Flames           AHL    35    8   30   38   20  19   3  13  16  10
1997-98  Calgary Flames              NHL    48    6    8   14   12  --  --  --  --  --
1998-99  Edmonton Oilers             NHL     1    0    0    0    0  --  --  --  --  --
1998-99  Hamilton Bulldogs           AHL    51   15   29   44   82  11   3   6   9   8
1999-00  Edmonton Oilers             NHL    69    5   18   23   45   5   2   1   3   4
2000-01  Minnesota Wild              NHL    68    7   22   29   80  --  --  --  --  --
2001-02  Minnesota Wild              NHL    82   13   30   43   54  --  --  --  --  --
2002-03  Minnesota Wild              NHL    78    8   17   25   31  15   0   2   2   0
2003-04  Minnesota Wild              NHL    55    4   20   24   38  --  --  --  --  --
2003-04  Montreal Canadiens          NHL    14    3    2    5    6  11   0   2   2   2
2004-05  Hamburg Freezers            DEL    20    4    9   13   12  --  --  --  --  --
2005-06  Chicago Blackhawks          NHL    60    3   12   15   38  --  --  --  --  --
2005-06  Colorado Avalanche          NHL    18    2    1    3    2   9   2   3   5  20
2006-07  New Jersey Devils           NHL    66    4    4    8   20  11   0   0   0   4
2007-08  Philadelphia Flyers         NHL    73    5    5   10   41  17   1   2   3   4
--------------------------------------------------------------------------------------
         NHL Totals                        728   71  168  239  390  99   9  17  26  50

```